# Marshfield (Wisconsin)
Marshfield es una ciudad ubicada en el condado de Wood en el estado estadounidense de Wisconsin. En el Censo de 2010 tenía una población de 19.118 habitantes y una densidad poblacional de 547,43 personas por km².

## Geografía
Marshfield se encuentra ubicada en las coordenadas 44°39′50″N 90°10′23″O / 44.66389, -90.17306. Según la Oficina del Censo de los Estados Unidos, Marshfield tiene una superficie total de 34.92 km², de la cual 34.85 km² corresponden a tierra firme y (0.2%) 0.07 km² es agua.

## Demografía
Según el censo de 2010, había 19.118 personas residiendo en Marshfield. La densidad de población era de 547,43 hab./km². De los 19.118 habitantes, Marshfield estaba compuesto por el 94.82% blancos, el 0.69% eran afroamericanos, el 0.2% eran amerindios, el 2.29% eran asiáticos, el 0.01% eran isleños del Pacífico, el 0.82% eran de otras razas y el 1.19% pertenecían a dos o más razas. Del total de la población el 2.36% eran hispanos o latinos de cualquier raza.